# البرتغال والحرب العراقية الإيرانية
تشمل مشاركة البرتغال في الحرب الإيرانية العراقية تزويد كلٍّ من إيران والعراق بالأسلحة، ولعبها دورًا في قضية إيران كونترا. بين عامي 1981 و1986، ذهبت 75٪ من صادرات الأسلحة البرتغالية (بقيمة 35.7 مليار إسكودو) إلى الشرق الأوسط؛ ومعظمها، بشكل مباشر أو غير مباشر، إلى إيران أو العراق.

## تاريخ
في 12 نوفمبر 1980، أعلن إعلان مشترك بين وزارتي الدفاع والخارجية، انضمامًا إلى الحظر الأمريكي، أن البرتغال لن تبيع أو تشحن أسلحة إلى إيران. في 4 ديسمبر 1980، شهد حادث تحطم طائرة كاماراتي عام 1980 تحطم طائرة خاصة صغيرة تحمل رئيس الوزراء البرتغالي فرانسيسكو دي سا كارنيرو ووزير الدفاع أديلينو أمارو دا كوستا في كاماراتي، لشبونة. خلصت التحقيقات الأولية إلى أن الحادث كان حادثًا، لكن التحقيقات البرلمانية اللاحقة وجدت أدلة على وجود قنبلة أسفل قمرة القيادة. في عام 2004، خلص التحقيق البرلماني الثامن في القضية، برئاسة نونو ميلو، في تقريره النهائي بالإجماع إلى أن الحادث كان بسبب عبوة ناسفة على متن الطائرة. أخبر ميلو لجنة التحقيق العاشرة في عام 2013 للتحقيق في دور مبيعات الأسلحة إلى إيران وصندوق "Fundo de Defesa do Ultramar" للجيش، قائلاً إن دا كوستا سأل الجيش عن مبيعات الأسلحة إلى إيران في 2 ديسمبر 1980، وأنه في 5 ديسمبر، اليوم التالي لوفاته، أصدر الجيش أمرًا غير قانوني يعلن فيه أن مبيعات الأسلحة تقع تحت اختصاصه، وليس اختصاص وزير الدفاع.
أصبحت البرتغال موردًا رئيسيًا للأسلحة إلى العراق، حيث باعت ما قيمته 3.5 مليار إسكودو في عام 1982 و6 مليارات في عام 1983. ومع الصعوبات المتزايدة التي يواجهها العراق في سداد مدفوعات الأسلحة البرتغالية، في 29 سبتمبر 1983، أذنت الحكومة البرتغالية بقيادة ماريو سواريس سرًا بمبيعات إلى إيران. وبعد عدة أشهر، أعرب الرئيس البرتغالي رامالو إينيس عن دهشته عندما علم بوجود طائرة إيرانية تحمل أسلحة في مطار لشبونة. كانت الترتيبات الأمنية لطائرة جامبو تابعة لشركة الخطوط الجوية الإيرانية من النوع الذي علم به الدبلوماسيون العراقيون في لشبونة. في عام 1984، باعت البرتغال لإيران ما قيمته 1.5 مليار إسكودو من الأسلحة، مما جعلها ثاني أكبر عميل للبرتغال بعد العراق.

### إيران-كونترا
في يناير 1987، كشفت صحيفة إكسبرسو البرتغالية أنه في الفترة من 1984 إلى 1986، وُرِّدَت أسلحة برتغالية بقيمة 8.3 مليون دولار إلى الكونترا النيكاراغوية من قبل مسؤولين أمريكيين متورطين في إيران كونترا. وبلغت الأسلحة 1900 طن من الأسلحة والذخيرة، بما في ذلك 1500 طن شُحِنَت في عام 1985. رُتِّبَت المبيعات من قبل شركة ديفكس البرتغال ومقرها لشبونة، وهي مستوردة/مصدرة للأسلحة، والتي أظهرت للحكومة البرتغالية شهادات المستخدم النهائي التي تشهد على التوريد إلى غواتيمالا. وقالت إكسبرسو إن البرتغال كانت أيضًا نقطة عبور للأسلحة الإسرائيلية والكتلة الشرقية المتجهة إلى الكونترا، حيث حددت 15 رحلة جوية للأسلحة من إسرائيل تمر عبر مطار لشبونة.
في نوفمبر/تشرين الثاني 1985، فشلت محاولة شحن صواريخ هوك إسرائيلية المصدر إلى إيران عبر البرتغال بعد أن أقلعت الطائرة التي تحملها دون الحصول على تصريح هبوط هناك، واضطرت للعودة. وفي يناير/كانون الثاني 1987 أيضًا، ذكرت صحيفة نيويورك تايمز أن "مسؤولًا كبيرًا في الإدارة صرح مؤخرًا بأن البرتغال كانت بمثابة نقطة شحن رئيسية للأسلحة إلى الكونترا".